# Parafia Wniebowzięcia Najświętszej Maryi Panny w Czarnocinie (województwo świętokrzyskie)
Parafia Wniebowzięcia Najświętszej Maryi Panny – parafia rzymskokatolicka w Czarnocinie (diecezja kielecka, dekanat wiślicki).
Erygowana w 1360. Mieści się przy ulicy Kościelnej. Duszpasterstwo w niej prowadzą księża diecezjalni.